# USS Wasp (CV-18)
El USS Wasp (CV/CVA/CVS-18) fue uno de los 24 portaaviones de la clase Essex construidos durante la Segunda Guerra Mundial para la Armada de los Estados Unidos. Fue el noveno buque de la Armada en llevar este nombre, se llamó originalmente Oriskany, pero fue renombrado durante su construcción en honor del anterior Wasp (CV-7), que fue hundido el 15 de septiembre de 1942. Fue asignado en noviembre de 1943, y sirvió en varias campañas en el Teatro del Pacífico, ganando ocho estrellas de combate.
Al igual que muchos buques de su clase fue dado de baja poco después del final de la guerra, pero fue modernizado y reactivado a principios de 1950 como portaaviones de ataque (CVA),  posteriormente fue reclasificado como portaaviones de guerra antisubmarina (CVS). Operó principalmente en el Atlántico, el Mediterráneo y el Caribe. Jugó un papel importante en el programa espacial tripulado, sirviendo como el buque de recuperación de tres misiones: Gemini VI, VII y IX.
Fue dado de baja en 1972 y vendido como chatarra en 1973.

### Buques de la clase
• USS Essex (CV-9)
• USS Yorktown (CV-10)
• USS Intrepid (CV-11)
• USS Hornet (CV-12)
• USS Franklin (CV-13)
• USS Ticonderoga (CV-14)
• USS Randolph (CV-15)
• USS Lexington (CV-16)
• USS Bunker Hill (CV-17)
• USS Hancock (CV-19)
• USS Bennington (CV-20)
• USS Boxer (CV-21)
• USS Bon Homme Richard (CV-31)
• USS Leyte (CV-32)
• USS Kearsarge (CV-33)
• USS Oriskany (CV-34)
• USS Antietam (CV-36)
• USS Princeton (CV-37)
• USS Shangri-La (CV-38)
• USS Lake Champlain (CV-39)
• USS Tarawa (CV-40)
• USS Valley Forge (CV-45)
• USS Philippine Sea (CV-47)

### Listas relacionadas
• Portaaviones de Estados Unidos
• Portaaviones por país